# Bakus
Bakus (arabisch باكوس, DMG Bākūs), auch bekannt als Bacus oder Bacos, ist ein Stadtteil im Zentrum von Alexandria in Ägypten.

## Name
Wahrscheinlich leitet sich der Name von dem griechischen Gott des Weines Dionysos ab der den Beinamen Bacchus trägt.

## Persönlichkeiten
- Gamal Abdel Nasser[3][4] (1918–1970), ägyptischer Offizier und Staatsmann
- Mohamed Mahmud Shaaban (1912–1999), ägyptischer Schriftsteller[5]
- Mohamed Al-Fayed (1929–2023), ägyptischer Unternehmer und Milliardär